# Goera stylata
Goera stylata là một loài trong họ Goeridae. Chúng phân bố ở miền Tân bắc.